# Back from the Front
Back from the Front è un cortometraggio muto del 1920 diretto da William Beaudine.

## Produzione
Il film fu prodotto da Al Christie per la sua compagnia, la Christie Film Company.

## Distribuzione
Distribuito dall'Educational Film Exchanges, il film uscì nelle sale cinematografiche USA il 12 dicembre 1920.